# Ианнуарий Керкирский
Ианнуа́рий (Иануа́рий; др.-греч. Ἰαν(ν)ουάριος) — святой мученик, пострадавший около 63 г. одновременно с Иакисхолом, Саторнием, Фавстианом, Марсалием, Евфрасием, Маммием. Память 28 апреля ст. ст.
Ианнуарий и его товарищи занимались разбоем и за это были заключены в темницу. Когда туда же за проповедь христианского учения были посажены святые апостолы Иасон и Сосипатр, то бывшие разбойники под впечатлением бесед с ними обратились к святой вере. Впоследствии, как христиан, их убили, бросив в котел с кипящей смолой, серой и воском.